# Ferdinand Ascherson
Karl Eduard Ferdinand Ascherson (* 10. Dezember 1832 in Berlin; † 15. Januar 1904 ebenda) war ein deutscher Klassischer Philologe und Bibliothekar.

## Leben und Werk
Ferdinand Ascherson, aus einer jüdischen Familie stammend und evangelisch getauft, war der Sohn des Geheimen Sanitätsrates Ferdinand Moritz Ascherson (1798–1879) und Bruder des Botanikers Paul Friedrich August Ascherson. Er besuchte das Friedrichswerdersche Gymnasium in Berlin und studierte ab 1851 Klassische Philologie an den Universitäten Berlin und Bonn. In Berlin wurde er 1856 bei August Boeckh promoviert. Von 1859 bis 1895 war er als Bibliothekar an der Universitätsbibliothek Berlin tätig, zunächst als Hilfsarbeiter, ab 1870 als 2. Kustos, ab 1874 als 1. Kustos, ab 1888 mit dem Titel Bibliothekar und ab 1889 mit dem Titel Professor. 1858 bis 1872 war er der Mitherausgeber der gesammelten kleinen Schriften von August Boeckh. Er war Herausgeber des Deutschen Universitäts-Kalenders.
Ferdinand Ascherson war Mitglied der Odd Fellows, 1879/80 und 1894 bis 1905 war er Großmeister der Bezirks-Großloge Berlin.

## Veröffentlichungen (Auswahl)
- De parodo et epiparodo tragoediarum Graecarum. Sittenfeld, Berlin 1856 (= Dissertation, mit Lebenslauf Digitalisat).
- (Hrsg.): August Boeckh: Orationes in Universitate litteraria Friderica Guilelma Berolinensi habitae. Teubner, Leipzig 1858.
- Urkunden zur Geschichte der Jubelfeier der Königlichen Friedrich-Wilhelms-Universität zu Berlin im October 1860 nebst einem Verzeichniss der Lehrer der Universität von der Gründung bis zum 15. October 1862. Guttentag, Berlin 1863.
- mit Ernst Bratuscheck, Paul Eichholtz (Hrsg.): August Boeckh’s gesammelte kleine Schriften. 7 Bände, Teubner, Leipzig 1858–1872.
- (Hrsg.): Berliner Studien für classische Philologie und Archäologie. Calvary, Berlin 1883–1898.